# Bouchon
Bouchon é uma comuna francesa na região administrativa de Altos da França, no departamento de Somme. Estende-se por uma área de 4,6 km². Em 2010 a comuna tinha 161 habitantes (densidade: 35 hab./km²).